# 生活協同組合コープあおもり
生活協同組合コープあおもり（せいかつきょうどうくみあいコープあおもり）は、青森県内全域に活動拠点を置く、生活協同組合。

## 沿革
- 1975年 - 青森市民生活協同組合を設立。
- 1976年 - 弘前市民生活協同組合・八戸市民生活協同組合を設立。
- 1993年 - 3市民生協を統合・合併し、『生活協同組合コープあおもり』として発足する。
- 2010年 - 弘南生活協同組合と合併。

## 店舗
八戸市
- るいけ店／南類家3-1-1

弘前市
- 和徳店／野田2-2-18
- 西弘店／中野1-13-1
- 松原店／松原東3-2-9

## 関連会社
- 株式会社コープ東北保険センター
- 株式会社あおもりコープフーズ

## 青森県内の他の生活協同組合
- 青森県民生活協同組合（県民生協）
- 青森県庁消費生活協同組合（県庁生協）
- 生活クラブ生活協同組合・青森